# Live Box
Pour l’article homonyme, voir Livebox.
Albums de Björk
Family Tree
(2002) Medúlla
(2004)
Live Box est un coffret de 4 CD, un DVD et un livret de la chanteuse islandaise Björk. Il comprend des versions live de ses quatre premiers albums (Debut, Post, Homogenic, Vespertine), dont le concert dans l'émission MTV Unplugged, un court DVD de diverses chansons en live et un livret.
Les CD live ont également été édités séparément par la suite, ce qui n'est pas le cas du DVD.

## Debut Live
1-01 - Human Behaviour (4:08)
1-02 - One Day (6:09)
1-03 - Venus As A Boy (2:32)
1-04 - Come To Me (3:44)
1-05 - Big Time Sensuality (5:07)
1-06 - Aeroplane (4:03)
1-07 - Like Someone In Love (4:01) [Composé par J. Van Heusen / J. Burke]
1-08 - Crying (4:10)
1-09 - Anchor Song (3:25)
1-10 - Violently Happy (5:44)

## Post Live
- Featuring - Coba (Les morceaux 1 à 5, 8 à 10, 13) , Ed Handley (Les morceaux 1 à 5, 8 à 10, 13) , Guy Sigsworth (Les morceaux 1 à 10, 13) , Leila (Les morceaux 1 à 10, 13) , Trevor Morais (Les morceaux 1 à 10, 13)

2-01 - Headphones (2:58) [Written By - Björk / Tricky]
2-02 - Army Of Me (4:04)
2-03 - One Day (3:37)
2-04 - The Modern Things (3:52) [Composé par Björk / G. Massey]
2-05 - Isobel (5:27) [Composé par Björk / Sigurjón Birgir Sigurðsson / N. Hooper / M. De Vries]
2-06 - Possibly Maybe (5:22) [Composé par Björk / N. Hooper / M. De Vries]
2-07 - Hyperballad (5:05)
2-08 - I Go Humble (4:03) [Composé par Björk / M. Bell]
2-09 - Big Time Sensuality (4:53)
2-10 - Enjoy (3:39) [Composé par Björk / Tricky]
2-11 - 'I Miss You (3:56) [Composé par Björk / H. Bernstein]
2-12 - It's Oh So Quiet (3:52) [Composé par Hans Lang / Bert Reisfeld]
2-13 - Anchor Song (3:11)

## Homogenic Live
- Featuring - Electronics Sounds par Mark Bell - Mastered par Howie Weinberg - Mixed par - Valgeir Sigurðsson -

Strings par The Icelandic String Octet
3-01 - Visur Vatnsenda Rosa (1:52) [Composé par Jón Ásgeirsson]
3-02 - Hunter (4:17)
3-03 - You've Been Flirting Again (3:34)
3-04 - Isobel (4:55) [Composé par Björk / Sigurjón Birgir Sigurðsson / N. Hooper / M. De Vries]
3-05 - All Neon Like (4:56) [Composé par Björk / N. Hooper / M. De Vries]
3-06 - Possibly Maybe (5:43)
3-07 - 5 Years (4:09)
3-08 - Come To Me (4:20)
3-09 - Immature (2:59)
3-10 - I Go Humble (4:24) [Composé par Björk / M. Bell]
3-11 - Bachelorette (5:17) [Composé par Björk / Sigurjón Birgir Sigurðsson]
3-12 - Human Behaviour (3:52)
3-13 - Pluto (3:55) [Composé par Björk / M. Bell]
3-14 - Joga (4:25)
3-15 - So Broken (4:27)
3-16 - Anchor Song (5:53)

## Vespertine Live
- Featuring - Human Beatbox par Matmos - Mastered par Howie Weinberg - Mixed par Valgeir Sigurdsson

4-01 - Frosti (1:23)
4-02 - Overture (3:36)
4-03 - All Is Full Of Love (4:04)
4-04 - Cocoon (4:31) [Composé par Björk / T. Knak]
4-05 - Aurora (3:44)
4-06 - Undo (5:48) [Composé par Björk / T. Knak]
4-07 - Unravel (3:38)
4-08 - I've Seen It All (5:17) [Composé par Björk / Sigurjón Birgir Sigurðsson / Lars Von Trier]
4-09 - An Echo, A Stain (4:35)
4-10 - Generous Palmstroke (4:08) [Composé par Björk / Z. Parkins]
4-11 - Hidden Place (5:37)
4-12 - Pagan Poetry (5:30)
4-13 - Harm Of Will (4:31) [Composé par Björk / G. Sigsworth / H. Korine]
4-14 - It's Not Up To You (5:24)
4-15 - Unison (6:22)
4-16 - It's In Our Hands (6:27)

## Bonus
- DVD#1 - One Day (MTV Unplugged Version)
- DVD#2 - It's Oh So Quiet
- DVD#3 - Joga
- DVD#4 - Aurora
- DVD#5 - It's Not Up To You